# Obere Hemmersuppenalm
Die Obere Hemmersuppenalm ist eine Alm im Forst Reit im Winkl in der Gemeinde Reit im Winkl. Sie bildet mit der Unteren Hemmersuppenalm das Almgebiet Hemmersuppenalm.
Mehrere Almhütten, zwei Klaubsteinmauern sowie die Almkapelle St. Anna auf der Oberen Hemmersuppenalm stehen unter Denkmalschutz und sind in die Bayerische Denkmalliste eingetragen.

## Baubeschreibung
| Objekt                | Objektbeschreibung                                               | Entstehungszeit                                    | Aktennummer   | Standort | Bild |
| --------------------- | ---------------------------------------------------------------- | -------------------------------------------------- | ------------- | -------- | ---- |
| Almkapelle St. Anna   | Bruchsteinbau mit Scharschindeldach und Dachreiter               | 1906                                               | D-1-89-139-16 | ⊙        |      |
| Feichtenbauerkaser    | gemauert, Jahreszahl an der Firstpfette                          | 1760                                               | D-1-89-139-17 | ⊙        |      |
| Demmelkaser           | gemauert, Giebel in Blockbauweise, Jahreszahl an der Firstpfette | 1830                                               | D-1-89-139-18 | ⊙        |      |
| Lehrbergerkaser       | gemauert, Jahreszahl an der Firstpfette                          | 1779                                               | D-1-89-139-19 | ⊙        |      |
| Schwenderhütte        | gemauert, Jahreszahl an der Firstpfette                          | 1738                                               | D-1-89-139-20 | ⊙        |      |
| Steinbacherkaser      | gemauert, Jahreszahl an der Firstpfette                          | 1777                                               | D-1-89-139-21 | ⊙        |      |
| Zwei Klaubsteinmauern | Einfriedungen der Penzmülleralm                                  | 18. oder 19. Jahrhundert, zuletzt erneuert um 1930 | D-1-89-139-22 | ⊙        |      |

## Heutige Nutzung
Die Hemmersuppenalm ist bestoßen, die Hindenburghütte und der Sulznerkaser sind bewirtet.

## Lage
Die Obere Hemmersuppenalm befindet sich in den Chiemgauer Alpen unterhalb vom Farrenleitenkopf auf einer Höhe etwa 1300 m ü. NN.